# Jardier
Jardier je petčlanska indie rock glasbena skupina. Sestavljajo jo Alex (rojen kot Aleksander) Raztresen (vokal, kitara), Jure Pohleven (kitara in sintesajzer), Borut Perše (kitara), Dejan Slak (bas kitara) in Andrej Zavašnik (bobni). Skupina je nastala iz solo projekta pevca Alexa, ki je iskal zasedbo za igranje pesmi v živo. Ime Jardier je sprva pomenilo le Raztresena, sčasoma pa je to postalo ime celotne skupine.
Skupina je s producentom Zedom posnela studijski prvenec z naslovom Jardier, ki je izšel konec oktobra 2015. Predstavili so ga na koncertu v Kinu Šiška kot predskupina skupine Dan D, ki so tudi sami predstavili svoj najnovejši album DNA D. Z albuma so izšli že trije singli: »Pieces«, »Sailor« in »Core«.
Julija 2016 je skupina dobila zlato piščal za najboljšega novinca leta 2015.

## Diskografija
- Jardier (Seasons) (2015)